# Josia conifera
Josia conifera är en fjärilsart som beskrevs av W. Warren 1905. Josia conifera ingår i släktet Josia och familjen tandspinnare. Inga underarter finns listade i Catalogue of Life.